# Mostafa Mohamed
Mostafa Mohamed Ahmed Abdallah (arabisch مصطفى محمد أحمد عبد الله, DMG Muṣṭafā Muḥammad Aḥmad ʿAbd Allāh; * 28. November 1997 in Gizeh) ist ein ägyptischer Fußballspieler. Er steht seit Juni 2023 beim FC Nantes unter Vertrag  und ist ägyptischer A-Nationalspieler.

## Vereinskarriere
Mostafa Mohamed spielte bis 2016 für die Jugend von al Zamalek SC. Zu Beginn der Saison 2016/17 wurde in die Erste Mannschaft berufen und wurde er an El Dakhleya SC ausgeliehen. In dieser Spielzeit kam der Stürmer zu 16 Ligaspiele und erzielte drei Tore. Die darauffolgende zwei Saisons spielte Mohamed auf Leihbasis für Tanta SC und Tala’ea El-Gaish SC. Seinen ersten Erfolg feierte der Mittelstürmer bei al Zamalek mit dem Gewinn des ägyptischen Fußballpokals. Im Finale gewann al Zamalek gegen Pyramids FC mit 3:0, Mohamed spielte bis zur 85. Spielminute. Des Weiteren gewann Mohamed gewann mit Zamalek den ägyptischen und CAF Supercup.
Kurz vor der Schließung des Wintertransferfensters lieh Galatasaray Istanbul Mohamed bis zum Ende der Saison 2021/22 aus. Außerdem hat Galatasaray bis zum 1. Juli 2022 eine Kaufoption für den Stürmer in Höhe von 4 Millionen Euro. Sein erstes Spiel in der Süper Lig erfolgte am 2. Februar 2021 gegen Istanbul Başakşehir FK. Mohamed wurde in der 46. Spielminute für Oghenekaro Etebo eingewechselt. Im selben Spiel erzielte der Stürmer, durch ein Foulelfmeter, sein erstes Ligator für Galatasaray. Eine Woche später erzielte der ägyptische Stürmer das Siegtor im Stadtderby gegen Fenerbahçe Istanbul. Galatasaray Istanbul zog Ende Dezember 2021 die Kaufoption für Mohamed und der Stürmer unterschrieb einen Vertrag bis zum Ende der Saison 2024/25. Im Juli 2022 lieh der FC Nantes den ägyptischen Stürmer für eine Leihgebühr von 250.000 Euro aus. Außerdem hat der französische Verein eine Kaufoption in Höhe von 5,75 Millionen Euro.
Am 14. Juni 2023 gab der FC Nantes bekannt, dass Mohamed in Nantes bleibt und der Ligue 1-Klub die Kaufoption in Höhe von 5,75 Millionen gezogen hat.

## Nationalmannschaft
2017 spielte der Stürmer drei Spiele für die ägyptische U20. Mit der U23 gewann Mostafa Mohamed 2019 die U-23-Afrikameisterschaft. Er war mit vier Toren der Spieler mit meisten Toren des Turniers. Sein Debüt für Ägypten machte er am 23. März 2019 gegen Niger.

## Erfolge

### Nationalmannschaft
- Sieger der U-23-Afrikameisterschaft: 2019

### Verein
al Zamalek SC (seit 2016)
- Ägyptischer Fußballpokal: 2019
- Ägyptischer Fußball-Supercup: 2020
- CAF Super Cup: 2020

### Persönliche Auszeichnungen
- Bester Torschütze der U-23-Afrikameisterschaft: 2019